# Ламормен, Вильгельм Герман
Вильгельм Герман Ламормен (нем. Wilhelm German Lamormain, собственно Wilhelm Lamormaini, часто называемый Lämmermann; 29 декабря 1570 — 22 февраля 1648) — иезуит, духовник императора Фердинанда II, главный виновник преследований протестантов в Богемии.

## Биография
Ламормен родился в Герцогстве Люксембург, вначале обучался в иезуитском колледже в Трире, показал отличные результаты и получить финансовую поддержку для продолжения учебы в иезуитском университете Праги в 1586, где он стал доктором философии. 5 февраля 1590 года он вступил в новициат иезуитов в Брно, в Моравии. Он стал теологом в Вене и был рукоположен в сан священника 31 марта, 1596 в Дьере, Королевство Венгрия. Свою первую мессу он служил 5 мая 1596 в Вене.
С 1598 года занял важный пост в Граце, где он познакомился с герцогом Внутренней Австрии, Фердинандом. Помимо кратких перерывов (в 1605—1606 и 1612), Ламормен жил в Граце, став профессором философии в Университете Граца, затем теологии и, наконец, стал его ректором (1613—1621). В этот период он сдружился с будущим императором Фердинандом, где тот родился и провел свое детство.
В 1621 году совершил поездку в Рим по делам церкви. По возвращении он был назначен ректором иезуитского колледжа в Вене.

## Исповедник Императора
После смерти Мартина Бекана в 1624 году стал исповедником императора и начал принимать активное участие в государственных делах в качестве его советника. Его враги утверждали, что это он, а не Фердинанд правит империей. Ламормен был непримиримым сторонником Контрреформации и после принятия Эдикта о Реституции он получил большое влияние чтобы использовать это в деле пропаганды и распространения католической веры.
Ламормен тщетно пытался уговорить Фердинанда не вступать в конфликт с французами в войне за Мантуанское наследство и этим поставил себя в неловкое положение перед испанцами, которые обвинили его в содействии политике кардинала Ришельё, и попытались изгнать его со двора, однако ему удалось оправдаться. В январе 1634 года он принимал участие в процессе против фельдмаршала Альбрехта фон Валленштейна.
Со смертью Фердинанда II Ламормен потерял влияние при дворе и отошёл от политических дел. Вскоре после смерти императора, Ламормен написал его биографию, которую опубликовал в следующем году. С 1643 по 1645 был провинциалом Австрийской провинции ордена иезуитов. Умер в Вене в возрасте 77 лет.